# Михельхаузен
Михельхаузен (нем. Michelhausen) — ярмарочная коммуна (нем. Marktgemeinde) в Австрии, в федеральной земле Нижняя Австрия.
Входит в состав округа Тульн. Население составляет 2525 человек (на 31 декабря 2005 года). Занимает площадь 32,03 км². Официальный код — 32120.

## Политическая ситуация
Бургомистр коммуны — Рудольф Фривальд (АНП) по результатам выборов 2005 года.
Совет представителей коммуны (нем. Gemeinderat) состоит из 21 места.
- АНП занимает 15 мест.
- СДПА занимает 5 мест.
- АПС занимает 1 место.

## Известные горожане и уроженцы
Находящееся в коммуне поселение Rust im Tullnerfeld — родина федерального канцлера Австрии Леопольда Фигля.